# Frank McSavage
Frank McSavage (Bellshill, 1903 – 1998) è stato un animatore e fumettista britannico.

## Animazione
Dopo aver terminato gli studi in Scozia, Savage si reca negli Stati Uniti, dove, nel 1936, entra agli Studi Disney, partecipando alla realizzazione sia dei cortometraggi animati di Donald Duck e di Mickey Mouse, sia a quella del primo lungometraggio animato disneyano, ovvero Biancaneve e i sette nani, del 1937.

## Fumetti
Nel 1950 inizia a collaborare con la Western Publishing, realizzando avventure a fumetti non solo dei personaggi Disney, ma anche dei personaggi di Walter Lantz (Picchiarello, Oswald il coniglio).
Tra le sue maggiori storie disneyani ricordiamo quelle sceneggiate da Don Christensen, aventi per protagonista Nonna Papera, quali Nonna Papera e la servitù, Nonna Papera e il dodo o Nonna Papera a Hollywood; realizza anche molte storie con il Grillo saggio di Pinocchio, a partire da Il Grillo Saggio e la città delle meraviglie, del 1958.
Nel 1959, Savage abbandona il mondo dei fumetti per dedicarsi alle illustrazioni dei libri per bambini.